# Jan Van der Roost
Jan Frans Joseph Van der Roost (* 1. März 1956 in Duffel, Belgien) ist ein belgischer Komponist und Dirigent im Bereich der Blasmusik.
Er studierte die Fächer Posaune, Musikgeschichte und Musikerziehung am Lemmens-Institut in Löwen und schloss mit dem Diplom im Fach Komposition ab, das er neben Dirigieren am Königlichen Konservatorium in Gent, Belgien studierte.
Jan Van der Roost lehrt am Lemmens-Institut, ist Dirigent und Gastprofessor am Shobi Institute of Music in Tokio sowie an der University of Arts in Nagoya, Japan. Er komponiert für Blasorchester, Brassband, Bläserquartett, Chor, Klavier, Gitarre, Streichorchester und Sinfonieorchester.
2010 wurde Van der Roost mit dem Buma International Brass Award der niederländischen Stiftung Buma Cultuur ausgezeichnet.

## Werke

### Werke für Blasorchester
- 1982 Rhapsodie für Brass-Band
- 1984 Ceremonial-March für Blasorchester
- 1985 Rikudim -Four Israeli Folk Dances-
- 1985 Contrasten
- 1985 Signature
- 1986 Four old Dances
  1. Bourrée
  2. Menuetto
  3. Pavane
  4. Gigue
- 1986 Concerto grosso
- 1987 Puszta -Four Gipsydances-
- 1987 Brasiliana
- 1987 Excalibur für Brass-Band
- 1988 Christmas Time
- 1988 Spartacus Symphonische Tondichtung
- 1989 Suite Provençale
  1. Un age a fa la crido
  2. Adam e sa cumpagno
  3. Lou Fustié
  4. Lis Escoubo
- 1989 Flashing Winds
- 1990 A Highland Rhapsodie
- 1990 Mercury (Contest-March)
- 1990 Amazonia
  1. La Laguna del Shimbe
  2. Los Aguarunas
  3. Mekaron
  4. Kêêtuajê
  5. Paulino Faiakan
- 1990 Flashlight für Brass-Band
- 1990 Centennial Prelude
- 1991 Canterbury Choral
- 1991 St. Martins Suite
  1. Andante Pomposo
  2. Andante Moderato
  3. Allegro Molto Vivace
- 1991 Avalon für Fanfare-Orchester
- 1991 Firework
- 1991 Chemical Suite
  1. Kalium Cyanide
  2. Glycerine
  3. Chloroform
  4. Ethanol (Alcohol)
- 1992 Revisions
- 1992 Stonehenge für Brass-Band
- 1992 Olympica für Blasorchester
- 1992 Hymnus Antwerpiae
- 1993 Toccata Festiva
- 1993 Slavia
- 1993 Hommage
- 1994 Revision
- 1994 Manhattan Pictures
- 1994 Exodus Oratorium – Schilderung des Auszugs der Israeliten aus Ägypten – für Sprecher, 2 Solisten, großem Chor und Brass-Band
- 1995 Arsenal
- 1995 Limelight Fanfare Brass-Band
- 1995 Condacum
- 1995 Humanos
- 1995 Rhapsody for Horn, Winds and Percussion
- 1996 Conzensus
- 1996 Spirit of Independence
- 1996 Poéme Montagnard
- 1996 Nemu Susato
- 1996 Sayonara
- 1997 Dynamica
- 1998 Singapore Suite
- 2001 Sinfonia Hungarica
  1. Attila!
  2. Arpad
  3. Istvan
- 2003 Volcano (der Stadtmusik Endingen zum 250-jährigen Jubiläum gewidmet)
- 2004 Albion
- 2004 Sinfonietta SUITO-SKETCHES
  1. The Landing
  2. Sword Dance
  3. Nightfall by the River
  4. Towards the Future
- 2006 Tanczi -Three Russian Dances-
- 2008 Feuerwerk der Blasmusik (der Wiltener Musikkapelle Innsbruck gewidmet)
- 2010 From Ancient Times
- 2012 Ostinati